# Takaaki Tomimatsu
Takaaki Tomimatsu (Ōsaki, 20 luglio 1984) è un pallavolista giapponese.
Gioca nel ruolo di centrale nei Toray Arrows Shizuoka.

## Carriera
La carriera di Takaaki Tomimatsu inizia a livello scolastico con la scuola Tohoku, prima di passare alla Tokai University. Debutta da professionista nella stagione 2006-07 con la maglia dei Toray Arrows, giungendo fino alla finale scudetto persa contro Suntory Sunbirds; al termine del campionato viene premiato come miglior esordiente e miglior muro, venendo anche inserito nel sestetto ideale della stagione. Nel 2007 debutta nella nazionale giapponese, con la quale è finalista nel campionato asiatico e oceaniano. Nella stagione successiva è nuovamente finalista in campionato, perdendo questa volta contro i Panasonic Panthers. Nella stagione 2008-09 vince prima la Coppa dell'Imperatore e poi il suo primo scudetto; venendo nuovamente inserito nel sestetto ideale del campionato; grazie a questa vittoria partecipa al V.League Top Match, aggiudicandoselo. Nel 2009 con la nazionale vince campionato asiatico e oceaniano e grazie a questo risultato partecipa alla Grand Champions Cup, classificandosi al terzo posto.
Nel campionato successivo, nonostante il terzo posto in classifica, è nuovamente miglior muro della V.Premier League e viene ancora una volta inserito nel sestetto ideale. Nell'annata 2010-11 è ancora una volta sul terzo gradino del podio nel campionato giapponese, ma al termine della stagione riesce ad aggiudicarsi il Torneo Kurowashiki. Nel successivo campionato torna a disputare la finale scudetto, ma deve ancora una volta arrendersi ai Panasonic Panthers; torna però a figurare nel sestetto ideale della stagione. Nella stagione 2012-13, dopo la finale di Coppa dell'Imperatore persa contro i soliti Panasonic Panthers, si classifica nuovamente al terzo posto in campionato, ricevendo un altro premio di miglior muro. Nella stagione seguente vince la seconda Coppa dell'Imperatore della sua carriera, per poi essere premiato come miglior muro del campionato, oltre che essere inserito nel sestetto ideale del torneo.

## Palmarès

### Club
- Campionato giapponese: 1

2008-09
- Coppa dell'Imperatore: 2

2008, 2013
- Torneo Kurowashiki: 1

2011
- V.League Top Match: 1

2009

### Premi individuali
- 2007 - V.Premier League giapponese: Miglior esordiente
- 2007 - V.Premier League giapponese: Miglior muro
- 2007 - V.Premier League giapponese: Sestetto ideale
- 2009 - V.Premier League giapponese: Sestetto ideale
- 2010 - V.Premier League giapponese: Miglior muro
- 2010 - V.Premier League giapponese: Sestetto ideale
- 2010 - Torneo Kurowashiki: Sestetto ideale
- 2012 - V.Premier League giapponese: Sestetto ideale
- 2013 - V.Premier League giapponese: Miglior muro
- 2014 - V.Premier League giapponese: Miglior muro
- 2014 - V.Premier League giapponese: Sestetto ideale